# 브라이언 하드먼
브라이언 하드먼(Brian Hardman)은 과거 뉴질랜드 축구 국가대표팀 선수로 활약했던  인물이다.
하드먼은 1971년 7월 18일 뉴칼레도니아와의 경기에서 2-4로 패한 경기에서 뉴질랜드 축구 국가대표팀 데뷔전을 치렀고 1975년 3월 18일 인도네시아 축구 국가대표팀에 0-1로 패한 경기에서 마지막  국가대표 선수로 경기를 뛰었다.